# Maria Lucia Vecerka
Maria Lucia Vecerka, auch Večerka, (geboren 24. März 1892 in Wien, Österreich-Ungarn; gestorben 13. Juni 1971 ebenda) war eine österreichische Pädagogin und Ordensschwester der Ursulinen.

## Leben
Maria Lucia Večerka trat 1916 in den Orden der Ursulinen ein. Sie studierte Mathematik und Philosophie an der Universität Wien und machte das Lehrerexamen. Sie wurde 1926 bei Charlotte Bühler in Psychologie promoviert. Vecerka unterrichtete ab 1927 am Ursulinengymnasium und wurde 1934 dessen Direktorin. Nach dem Anschluss Österreichs 1938 wurde die Schule aufgelöst und das Schulgebäude bis auf ein paar Räume in der Annagasse vom nationalsozialistischen Staat für die Wehrmacht requiriert. Doch Vecerka führte mit ein paar Helferinnen den Unterricht illegal weiter, zunächst als Einzelunterricht und dann mit wachsender Nachfrage auch in Klassenverbänden.
Vecerka leitete nach 1945 auch die Lehrerinnenbildungsanstalt St. Ursula und die angeschlossene Übungsschule. Vecerka erhielt 1949 den Titel Hofrat („Mater Hofrat“) und wurde 1969 mit dem Großen Ehrenzeichen für die
Verdienste um die Republik Österreich geehrt.
Sie wurde auf dem Simmeringer Friedhof (Teil A, Gruppe 2, Nummer 58) begraben.

## Schriften

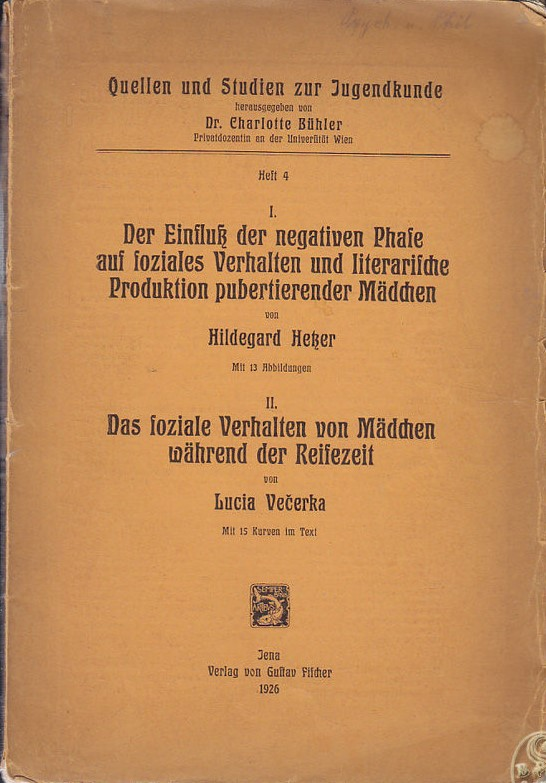
Dissertation (1926)

- Lucia Večerka: Das soziale Verhalten von Mädchen während der Reifezeit : auf Grund von Erhebungen und Beobachtungen. Quellen und Studien zur Jugendkunde, Heft 4. Jena : Fischer, 1926